# 세르게이 그란킨
세르게이 유리예비치 그란킨(러시아어: Серге́й Ю́рьевич Гра́нкин, 1985년 1월 21일~)은 러시아의 배구 선수이다. 포지션은 세터로 현재 러시아 배구 슈퍼리그의 팀인 파켈 노비우렌고이 소속으로 뛰고 있다. 러시아 대표팀의 일원으로 2012년 하계 올림픽 금메달, 2008년 하계 올림픽 동메달을 획득했다.